# Mesas separadas (obra de teatro)
Mesas separadas (Separate Tables) es el título conjunto de dos obras de teatro del autor británico Terence Rattigan.

## Sinopsis
Ambas piezas tienen lugar en el Hotel Beauregard de Bournemouth, una ciudad costera en la costa sur de Inglaterra. La primera obra, titulada Table by the Window, se centra en la relación problemática entre un político laborista en desgracia y su exesposa. En la segunda obra, Table Number Seven, la acción se sitúa dieciocho meses más tarde, y trata sobre la amistad entre una solterona reprimida y un exoficial del ejército inglés, el mayor Pollock. Los personajes secundarios - los residentes permanentes, gerente del hotel, y los miembros del personal - aparecen en ambas obras.

## Representaciones destacadas
- St James's Theatre, Londres, 22 de septiembre de 1954. Estreno.
  - Intérpretes: Margaret Leighton, Eric Portman.

- The Music Box, Nueva York, 25 de octubre de 1956. 
  - Dirección: Peter Glenville
  - Escenografía: Michael Weight
  - Iluminación: Paul Morrison.
  - Intérpretes: Margaret Leighton (Mrs. Shankland/Sybill), Eric Portman (Pollock), May Hallatt (Miss Meacham), William Podmore (Mr. Fowler), Phyllis Neilson-Terry (Mrs. Railton-Bell).

- Apollo Theatre, Londres, 1977.
  - Dirección: Michael Blakemore.
  - Intérpretes: Jill Bennet, John Mills, Margaret Courtney, Zena Walker.

Una adaptación de 1957 en la localidad británica de Worthing supuso además el estreno en escena de la actriz Glenda Jackson.

## Versión cinematográfica
Se hizo una adaptación cinematográfica dirigida por Delbert Mann, y se estrenó en 1958 con el mismo título: el de Mesas separadas.

## Televisión
En 1983, John Schlesinger dirigió una versión para televisión, con actuación de Julie Christie (Mrs. Shankland / Miss Railton-Bell), Alan Bates (John Malcolm / Mayor Pollock), Claire Bloom, Irene Worth y Sylvia Barter.
En España se han realizado dos versiones para televisión, emitidas ambas en el espacio Estudio 1, de TVE. 
- La primera, emitida el 28 de noviembre de 1967, fue dirigida por Pedro Amalio López e interpretada por Irene Gutiérrez Caba, Fernando Delgado, Carmen Bernardos, Carlos Lemos, Berta Riaza, Lola Lemos, Nélida Quiroga, Carmen Rossi, Montserrat Blanch y Pilar Velázquez.

- La segunda se emitió el 23 de septiembre de 1979, y contó con Charo López, Juan Luis Galiardo, María Asquerino, Pepe Martín, Alicia Hermida, Cándida Losada, Gabriel Llopart, Mercedes Borqué, Inma de Santis, José María Guillén y María Elena Flores.